# Dol (dret)
En dret, el dol és en un sentit genèric la voluntat deliberada de cometre un acte il·lícit essent conscient de la seva il·licitud (anar de mala fe). En els actes jurídics és la voluntat amb malícia d'enganyar algú o d'incomplir les obligacions contretes.
En dret penal designa la intenció de cometre una acció típica prohibida per la llei. En dret civil es refereix a l'acte il·lícit executat conscientment i amb la intenció de causar danys a la persona o als seus drets, a l'incompliment deliberat de les obligacions i, finalment, al vici dels actes voluntaris que consisteix en l'engany maliciós d'una de les parts per part de l'altra per tal de viciar-ne la voluntat.